# Orlov (Eslováquia)
Orlov é um município da Eslováquia, situado no distrito de Stará Ľubovňa, na região de Prešov. Tem 20,77 km² de área e sua população em 2018 foi estimada em 619 habitantes.

## Demografia
| Ano:        | 1994 | 2004   | 2014    | 2024   |
| ----------- | ---- | ------ | ------- | ------ |
| Broj ljudi: | 798  | 763    | 646     | 600    |
| Razlika:    |      | -4,38% | -15,33% | -7,12% |

| Ano:               | 2023 | 2024   |
| ------------------ | ---- | ------ |
| Número de pessoas: | 598  | 600    |
| Diferença:         |      | +0,33% |